# Бамбукова акула блакитноплямиста
Бамбукова акула блакитноплямиста (Chiloscyllium caerulopunctatum) — акула з роду бамбукова акула родини азійські котячі акули. Інша назва «мадагаскарська котяча акула».

## Опис
Загальна довжина досягає 67 см. Голова велика, морда закруглена. Очі невеликі. За ними, трохи нижчі присутні бризкальця. Поблизу ніздрів є короткі вусики. У неї 5 пар зябрових щілин. Дві останні щілини розташовані поруч. Тулуб щільний, подовжений, циліндричний. Плавці безскелетні, позбавлені шипів. Черевні плавці значно менші за грудні та спинні. Спинні плавці мають трикутну форму. Грудні плавці невеликі, широкі. Анальний плавець широкий, розташований з хвостовим плавцем. Хвостовий плавець довгий, гетероцеркальной форми. Задня частина осьового скелета далеко вдається у хвостовий плавець акули, утворюючи потужну основу.
Забарвлення спини темно-сіро-коричневе з блакитними плямочками. Звідси походить назва цієї акули. Черево — світле.

## Спосіб життя
Тримається на глибинах до 50 м. Це бентофаг. Активна вночі, вдень відпочиває на дні. Живиться дрібною донною рибою та безхребетними.
Це яйцекладна акула. Розмноження її ще повністю не досліджено.
Не становить небезпеки для людини.

## Розповсюдження
Мешкає біля узбережжя Мадагаскару — від 10 град. півд.ш. до 20 град. півн.ш.